# El león (álbum de Los Fabulosos Cadillacs)
El León es el sexto álbum de estudio del grupo argentino Los Fabulosos Cadillacs grabado y editado en 1992. Está considerado el # 21 mejor álbum de la historia del rock argentino en la lista de la revista Rolling Stone.
Este álbum combina todos los géneros practicados por los Cadillacs haciendo énfasis en los ritmos caribeños: la salsa, calipso, el reggae, ska; resultando así un álbum esencial de la historia de la música popular. Su primer sencillo fue "Carnaval toda la Vida" seguido de "Gitana" como segundo sencillo, "Siguiendo a la Luna" como tercer sencillo, "Manuel Santillán, el León" como cuarto sencillo y finalmente "Desapariciones" como quinto y último sencillo.

## Lanzamiento y recepción
Buena parte de las canciones que contiene este disco fueron lanzadas como sencillos y tuvieron respetable éxito.
La edición en vinilo de este álbum se redujo a unas limitadísimas 500 copias, también en ella sólo se encuentran 12 temas de los 15 que contiene el CD original y además su venta se ha limitado a Argentina. En el año 1992 la producción de discos en este formato se había vuelto escasa, debido al furor generado por el "revolucionario formato" del disco compacto.
Aunque no ofreció el éxito esperado en ventas, El león es una muestra contundente de la creatividad de la banda. Se extraen grandes canciones y clásicos de la banda como: "Carnaval toda la vida", "Gitana", "Siguiendo la luna", "El crucero del amor", "Arde Buenos Aires", "Desapariciones", "El aguijón" y "Manuel Santillán, el león". Según Vicentico y muchos de sus seguidores es el mejor trabajo de la banda.

## Lista de canciones
| El León |                                     |                     |          |  |
| N.º     | Título                              | Escritor(es)        | Duración |  |
| 1.      | «Carnaval toda la vida»             | Fernández Capello   | 6:07     |  |
| 2.      | «Manuel Santillán, El León»         | Cianciarulo         | 3:59     |  |
| 3.      | «Gitana»                            | Cianciarulo         | 3:14     |  |
| 4.      | «Siguiendo la luna»                 | Rotman              | 4:59     |  |
| 5.      | «Gallo Rojo»                        | Fernández Capello   | 4:29     |  |
| 6.      | «El crucero del amor»               | Cianciarulo, Rotman | 4:25     |  |
| 7.      | «Destino de paria»                  | Fernández Capello   | 5:04     |  |
| 8.      | «Arde Buenos Aires»                 | Cianciarulo         | 3:15     |  |
| 9.      | «Desapariciones»                    | Rubén Blades        | 5:37     |  |
| 10.     | «Venganza»                          | Cianciarulo         | 5:12     |  |
| 11.     | «Cartas, flores y un puñal»         | Cianciarulo         | 2:17     |  |
| 12.     | «El aguijón»                        | Fernández Capello   | 4:53     |  |
| 13.     | «Soledad»                           | Cianciarulo         | 3:02     |  |
| 14.     | «Manuel Santillán, El León (salsa)» | Cianciarulo         | 3:24     |  |
| 15.     | «Ríos de lágrimas»                  | Rotman              | 2:55     |  |